# Lstrl
Lstrl. und Lstrl St. (gewöhnlich jedoch nur £ geschrieben), sind früher häufig gebrauchte Abkürzungen für die englische Währung Pfund Sterling (Pound Sterling). Sie leiten sich von der französischen Schreibweise „Livre Sterling“ ab.
Im Leipziger „Vorwärts! Magazin für Kaufleute“ von 1863 wird bei den aus England ausgeführten Waren durchgängig die Kurzform „Lstrl.“ gebraucht, noch nicht das „£“-Zeichen, auch nicht im Jahrbuch der Berliner Börse von 1887/1888. Die Fach-Tageszeitung „Der Rauchwarenmarkt“ verwandte noch 1922 bei ihren regelmäßigen Berichten und Statistiken vom damaligen Weltmarkt für Pelzfelle, Garlick Hill, die Abkürzung „Lstrl.“, wobei die Einzelwerte nur in Penny („d“) oder Shilling („sh“) angegeben wurden. Die Kurzform des höheren Wertes Guinee ist „gn“.
Die Abkürzung für die englische Gewichtseinheit Pfund, (ein Pound = 453,6 Gramm) ist „lb“.